# Teresa Bagioli Sickles
Teresa Bagioli Sickles (1836 – 5 de febrero de 1867) fue la esposa del asambleísta demócrata del estado de Nueva York, representante de los EE. UU., y más tarde general de división del ejército Daniel E. Sickles. Ganó notoriedad en 1859, cuando su marido asesinó a su amante, Philip Barton Key, hijo de Francis Scott Key. En su juicio, Sickles alegó por primera vez en la jurisprudencia de Estados Unidos en su defensa locura transitoria. Fue absuelto.

## Primeros años
Nacida en Nueva York en 1836, Teresa da Ponte Bagioli era hija del rico y conocido profesor de canto italiano Antonio Bagioli (1795–1871) y su esposa, Maria (o Eliza) Cooke (1819–1894) hija adoptiva y probablemente "natural" de Lorenzo da Ponte. Teresa a veces vivía y estudiaba en la casa de su abuelo, Lorenzo da Ponte, el célebre profesor de música, que había trabajado como libretista de Mozart en obras maestras como Las bodas de Fígaro. Una niña excepcionalmente brillante, hablaba cinco idiomas.
El hijo de da Ponte, profesor en la universidad de Nueva York, se hizo amigo del adolescente Dan Sickles y le ayudó a obtener una beca para la universidad. El joven Sickles también se mudó a la casa de da Ponte; la abandonó un año después cuando su mentor falleció de repente pero mantuvo lazos cercanos con la familia, posiblemente para continuar el estudio de francés e italiano. Aunque Sickles había conocido por ello a Teresa desde su infancia, la volvió a conocer otra vez en 1851, esta vez como asambleísta. Tenía treinta y dos años, ella quince.
Sickles, un notorio mujeriego, se enamoró bastante de Teresa y pronto le propuso matrimonio. A pesar de su prominencia y larga conexión con la familia, los Bagioli se negaron a consentir el matrimonio. Sin inmutarse, la pareja se casó el 17 de septiembre de 1852, en una ceremonia civil. La familia de Teresa cedió y la pareja se casó otra vez, esta vez en una ceremonia religiosa presidida por John Hughes, arzobispo católico de la ciudad de Nueva York. La razón salió a relucir cuando siete meses más tarde, en 1853, Teresa dio a luz un bebé a término, su hija única Laura Buchanan Sickles.

## Sociedad de Nueva York y Washington
En 1853, Sickles se convirtió en abogado corporativo de la ciudad de Nueva York, pero pronto dimitió para servir como secretario de la legación de EE. UU. en Londres bajo James Buchanan, por nombramiento del presidente Franklin Pierce. Llevó consigo a una cortesana, Fanny White, en su misión al extranjero hasta que mandó traer a Teresa, tras su embarazo y parto, unos meses más tarde. Regresó a los Estados Unidos en 1855, donde fue elegido para el Senado de Nueva York, sirviendo de 1856 a 1857. Después, Sickles fue elegido para la Cámara de Representantes de los Estados Unidos, y sirvió como representante democrático en el 35.º y 36.º Congreso de los Estados Unidos.
En 1856 los Sickles se mudaron a Washington D. C. donde se implicaron intensamente en la vida social. Sickles era un congresista muy influyente y la señora Sickles hermosa y encantadora. Los Sickles organizaban cenas formales cada jueves, y Teresa "recibía en casa" a otras damas de la alta sociedad los martes por la mañana. Con su marido, asistía a los diversos eventos sociales del momento. Teresa Sickles, según informó el Harper's Weekly, pronto se convirtió en una figura apreciada en la buena sociedad de Washington. Era especialmente celebrada como anfitriona capaz de encantar al invitado más sofisticado y hacer sentir como en casa al más inexperto socialmente.
Se informó que los Sickles se hicieron buenos amigos de Mary Todd Lincoln y el republicano Abraham Lincoln a pesar de que el congresista de Nueva York era demócrata. Teresa asistió a sesiones espiritistas organizadas por Mary Todd, que tenía gran interés en el espiritismo. Se informó  que Mary Todd Lincoln le dio un collar con el grabado "De Mary Lincoln a Laura Sickles" a la hija de Teresa, al comenzar la amistad de sus padres.

## Aventura adúltera y asesinato

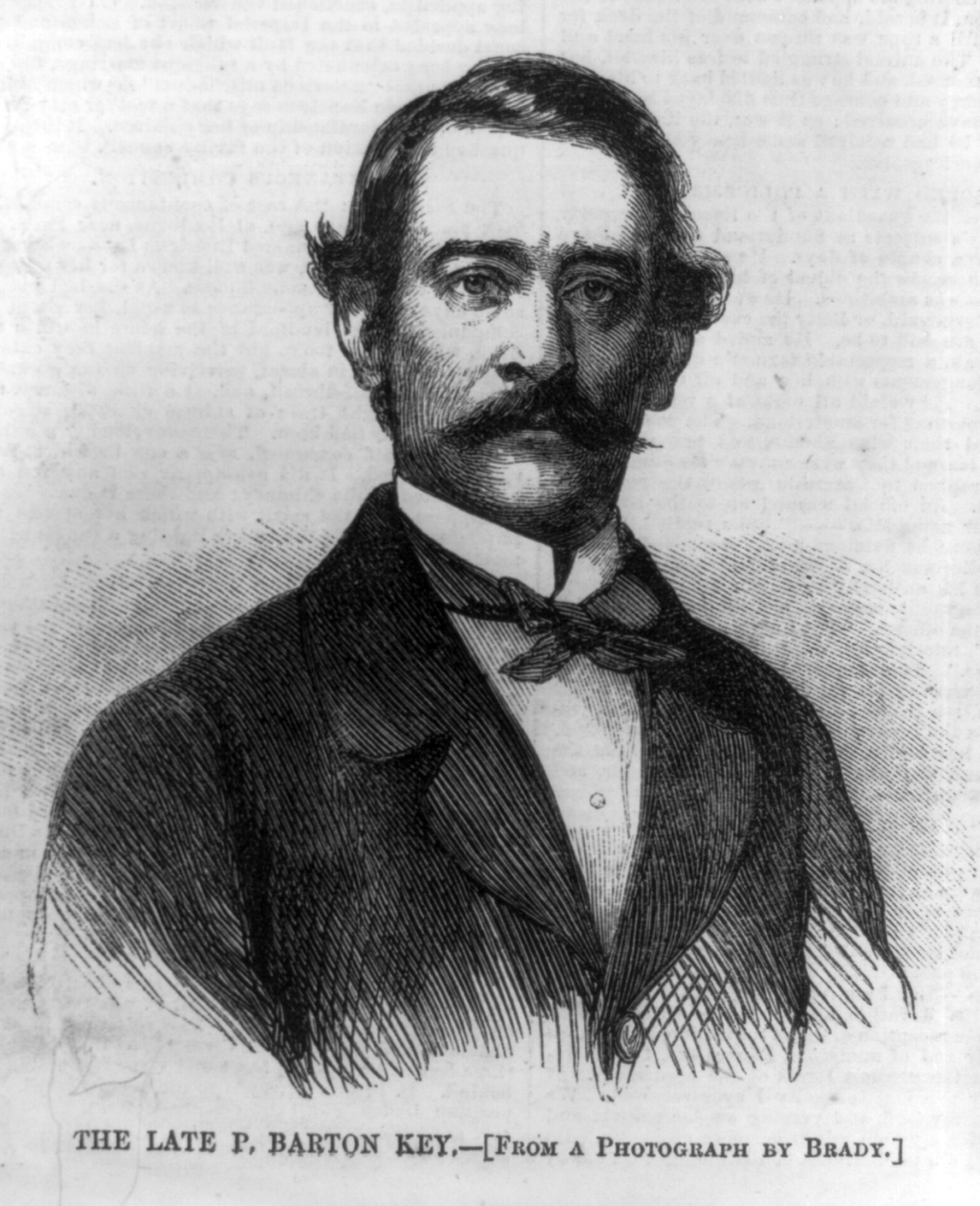
Philip Barton key.

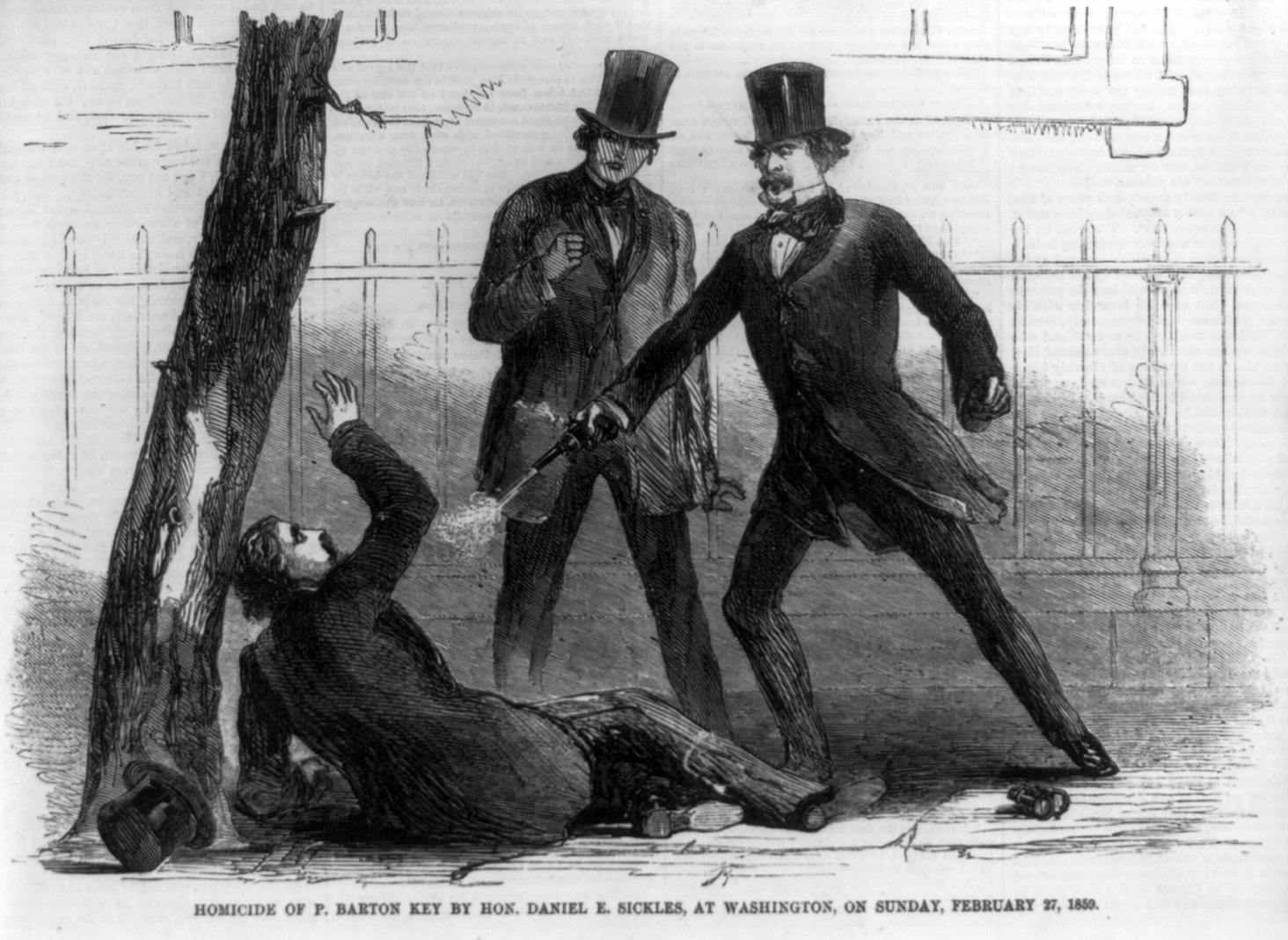
Sickles dispara sobre Key en 1859.

Al igual que en Nueva York, Sickles continuó cometiendo infidelidades en Washington y descuidando severamente su matrimonio. Teresa finalmente comenzó un idilio propio con Phillip Barton Key, un fiscal de distrito del estado e hijo de Francis Scott Key, el autor de "The Star-Spangled Banner". El tío de Philip era Roger B. Taney, presidente del Tribunal Supremo de los Estados Unidos, y, en 1857, Philip se convirtió en uno de los pilares del colegio de abogados de Washington. Con su marido ausente a menudo debido a su trabajo, Teresa y Key, un apuesto viudo, coincidieron en bailes y eventos sociales y él empezó a seguirla a todas partes, tanto a sus encuentros sociales como a su casa, actuando como su "escolta", caballeros que se ofrecían a acompañar a damas solas.
Dan Sickles finalmente recibió una carta maliciosa anónima informándole de la infidelidad de su mujer y él comenzó a investigar. Descubrió que era cierto, y que Teresa y Key habían alquilado una casa para sus citas clandestinas; estaba ubicada a poca distancia en una zona pobre y mixta (habitada por negros y blancos) de la ciudad.
Enfurecido por la confirmación, Sickles afrontó a su esposa. A pesar de que inicialmente lo negó todo, Teresa finalmente escribió una confesión, donde describió sus numerosos encuentros con Key en una casa alquilada en 15.ª Street. Unos días más tarde, el domingo, 27 de febrero de 1859, Sickles vio a Key frente a su casa, localizada en el lado oeste de la actual Lafayette Square, haciendo una señal con el pañuelo hacia la ventana de la habitación de Teresa. Key continuó caminando, y Sickles envió a un amigo a retrasarle. Sickles se armó con varias pistolas, salió corriendo e interceptó a Key en la esquina de Madison Place N.W. y Pensilvania Avenue, frente a la Casa Blanca. Allí, Sickles disparó sobre Key desarmado, la primera bala dirigida a la ingle impactó en el muslo. La segunda bala falló y la tercera fatal atravesó el pecho del hombre caído. El siguiente disparo lo dirigió a la cabeza pero la pistola se había encasquillado. Key falleció una hora más tarde en una casa cercana.
Daniel Sickles fue posteriormente absuelto de asesinato tras alegar en su defensa durante el sonado juicio, por primera vez en la historia de Estados Unidos, locura transitoria.

## Después del juicio y muerte
A pesar de pronunciamientos de perdón por parte de marido y mujer y una breve reconciliación, lo cual causó una indignada reacción pública contra él, Sickles, debido a la presión social, se separó efectivamente de su esposa tras el juicio. Sickles continuó sirviendo en el Congreso. Durante la Guerra de Secesión, fue comisionado como general de la Unión, recibiendo la Medalla de Honor décadas después de perder su pierna derecha inferior durante la Batalla de Gettysburg.
Teresa enfermó y falleció de tuberculosis en 1867 a los treinta y un años. Sickles se volvió a casar más tarde con una joven española que conoció mientras era ministro en España, y tuvo dos hijos con ella.